# Cixi
Tseu-Hi (Chinês: 慈禧太后; pinyin: Cíxǐ Tàihòu; Wade-Giles: Tz'u2-hsi3 T'ai4-hou4; Pequim, 29 de novembro de 1835 – Cidade Proibida, Pequim, 15 de novembro de 1908), também conhecida como Imperatriz Viúva Cixi ou Imperatriz Viúva Tzu-hsi, foi uma poderosa e carismática mulher que de facto, embora não oficialmente de jure, governou a China da Dinastia Qing durante 47 anos, de 1861 até à sua morte em 1908.
Ela era uma das concubinas de status inferior do Imperador Xianfeng quando, em 1856, deu à luz aquele que viria a ser seu único filho, Imperador Tongzhi. Quando o garoto tinha seis anos de idade o pai morreu e ele tornou-se Imperador, mas poucos meses depois um golpe de estado levou Cixi a assumir o poder de fato. Seu governo a princípio tentou combater a corrupção endêmica no país, mas foi marcado pela ocorrência de grandes levantes populares, que devastaram províncias tanto do norte como do sul e foram sufocados com grande brutalidade.
Porém, o maior deles, o Levante dos Boxers (de 1900 a 1901) teve estímulo oficial da Imperatriz e de funcionários do governo, em apoio a uma sociedade secreta de praticantes de artes marciais, que lutavam para expulsar todos os estrangeiros do território chinês. O incidente culminou com a intervenção de uma força militar internacional que ocupou e saqueou Pequim, provocando enorme quantidade de baixas entre a população. Estima-se que cerca de 12 000 000 de pessoas foram mortas durante sua dinastia.[carece de fontes?]

## Juventude
Pouco se sabe em detalhes de seus primeiros anos, inclusive o seu próprio nome de nascimento. Sabe-se que nascera no decimo dia do décimo mês lunar (29 de novembro de 1835 no calendário gregoriano) em um bairro ilustre, em comparação ao outros em Pequim. Sua família, da etnia manchu, a mesma da Dinastia Qing, era a tempos ligada a assuntos governamentais e fornecia funcionários públicos ao Estado. Seu pai, Huizheng, fora secretário e posteriormente chefe de seção no Ministério do Funcionalismo. Por conta dessas ligações familiares Cixi obtivera uma infância relativamente alegre e uma educação tradicional para o seu gênero na época - aprendeu um pouco a ler e escrever em mandarim, a costura, desenhar e jogar xadrez -.
Entretanto, por efeito da Primeira Guerra do Ópio, seu avô paterno fora aprisionado por não pagar uma multa, quantia cujo valor era alto, por causa de uma operação anticorrupção realizada pelo imperador Daoguang, tendo como resultado a austeridade fiscal imposta por ele para conseguir fundos para indenizar às potências vitoriosas. Com efeito, seu avô e os todos funcionários ligados as finanças tiveram que pagar multas por "corrupção", mesmo sendo culpados ou inocentes. Influenciada por esses eventos, sua família passou por problemas financeiros, pois era o pai de Cixi que deveria pagar a dívida paterna para libertá-lo. Logo, Cixi, então com onze anos, teve de realizar trabalhos de costura para vendê-los e, consequentemente, ajudar seu pai com sua dívida familiar. Sendo assim, ela conseguiu certo prestígio junto a ele, o qual tratava ela como se fosse um filho do gênero masculino, logo, este falava com Cixi assuntos que não eram normalmente tratados com mulheres, tais como política e comércio. Certa vez seu pai teria dito: Na verdade, essa minha filha mais parece um filho.

### Concubina do Imperador
Em 1850, o imperador Daoguang morreu e seu filho - que viria a ser chamado de imperador Xianfeng - o sucedeu, aos dezenove anos. Após a cerimônia de coroação deste, iniciou-se um processo em todo o império para a escolha de consortes para o monarca. Cixi estava na lista deste processo, como qualquer outro moça das etnias manchu ou mongol -a dinastia reinante não aceitava jovens da etnia han. Seria em março de 1852 que as pretendentes deveriam fazer uma cerimônia de apresentação para o imperador avaliá-las e escolher as que lhe interessavam. Cixi foi uma das candidatas escolhidas por ele e após alguns testes a mais, em 26 de junho de 1852, foi estabelecido que ela moraria na Cidade Proibida, sendo uma dentre outras concubinas do imperador. Ao entrar na corte ela recebeu o nome de Lan, que significar magnólia ou orquídea - era comum dar nomes de flores as mulheres.

## Galeria

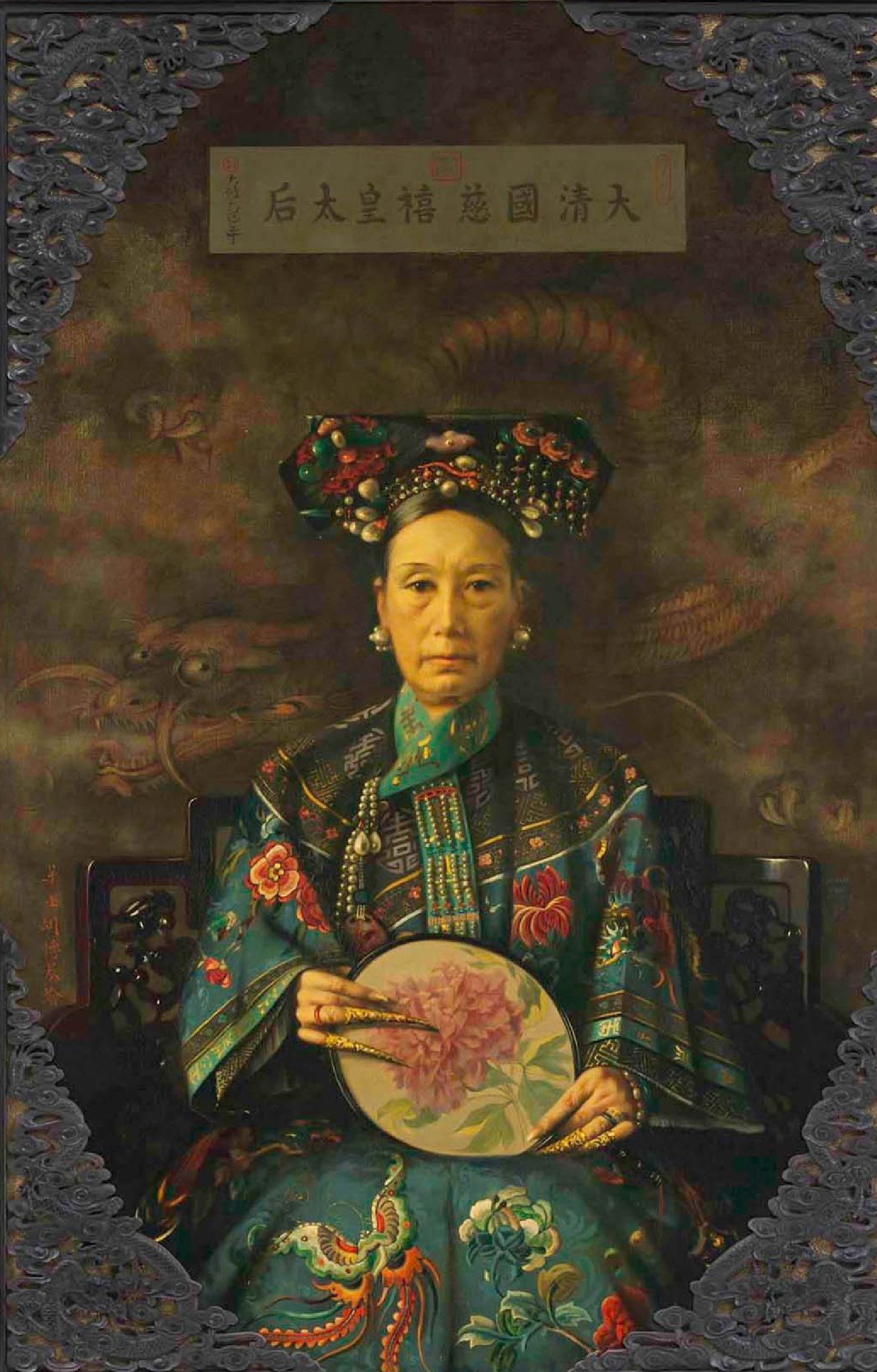
Pintura a óleo de Hubert Vos (1905)
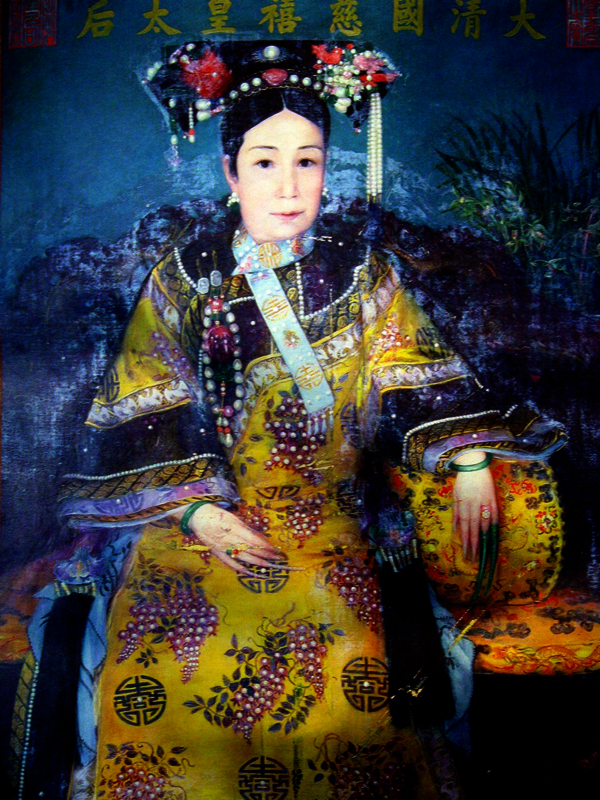
Tseu-Hi
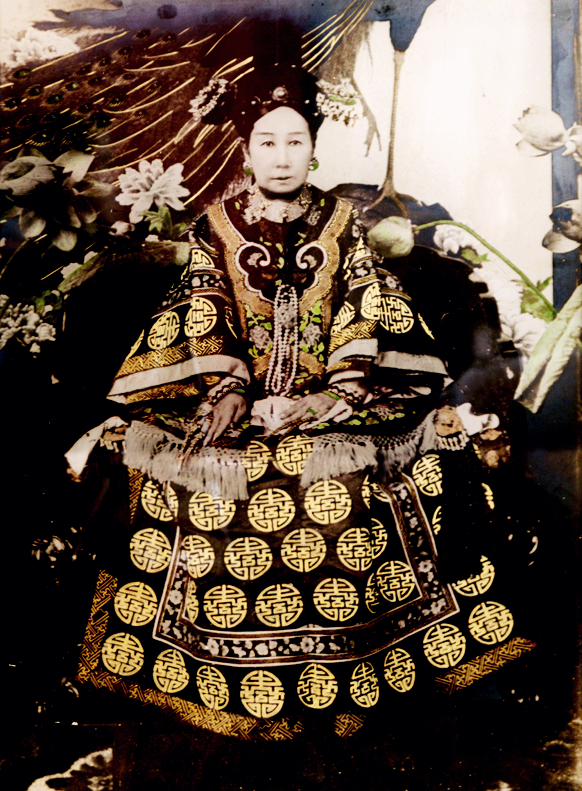
Fotografia de Tseu-Hi
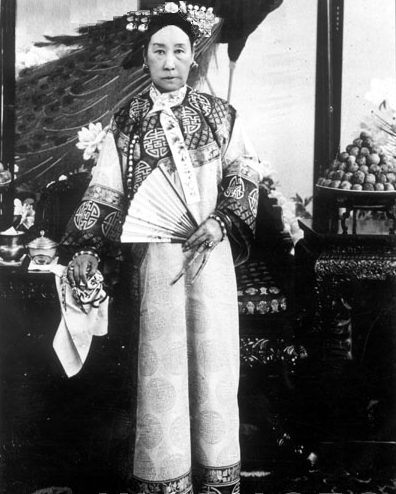
Fotografia da Imperatriz Viúva Tseu-Hi